# Alexéi Selin
Alexéi Selin –en ruso, Алексей Селин– (7 de julio de 1979) es un deportista ruso que compitió en esgrima, especialista en la modalidad de espada.
Ganó dos medallas en el Campeonato Mundial de Esgrima, oro en 2003 y plata en 2002, ambas en la prueba por equipos.

## Palmarés internacional
| Campeonato Mundial | Campeonato Mundial | Campeonato Mundial | Campeonato Mundial |
| Año                | Lugar              | Medalla            | Prueba             |
| ------------------ | ------------------ | ------------------ | ------------------ |
| 2002               | Lisboa (Portugal)  | Medalla de plata   | Espada por equipos |
| 2003               | La Habana (Cuba)   | Medalla de oro     | Espada por equipos |